# Антіной (сузір'я)

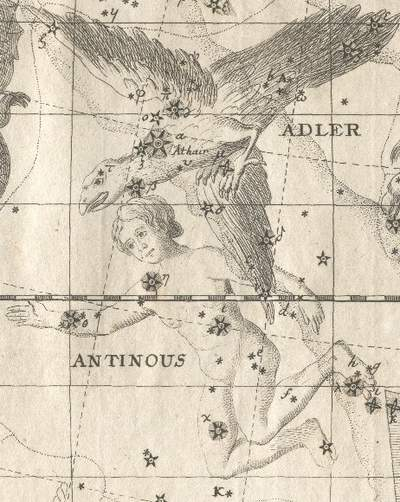
Сузір'я Антіной (внизу) та Орел («Adler» німецькою). З «Vorstellung der Gestirne» Йоганна Боде (1782).

Антіной (лат. Antinous) — застаріле сузір'я, яке більше не використовується астрономами, оскільки його об'єднали з сузір'ям Орла, з яким воно межувало на півночі.
Сузір'я було створено імператором Стародавнього Риму Адріаном у 132 році. Антіной був прекрасним юнаком, коханцем Адріана. Діон Кассій, маючи доступ до втраченого щоденника Адріана, повідомляє, що Антіной помер або внаслідок утоплення, або (як він сам вважав) в результаті добровільного людського жертвопринесення, що також підтверджує Ламберт (1984). Найменування на честь Антіноя астеризму на небі мало символізувати його піднесення до божественного статусу.

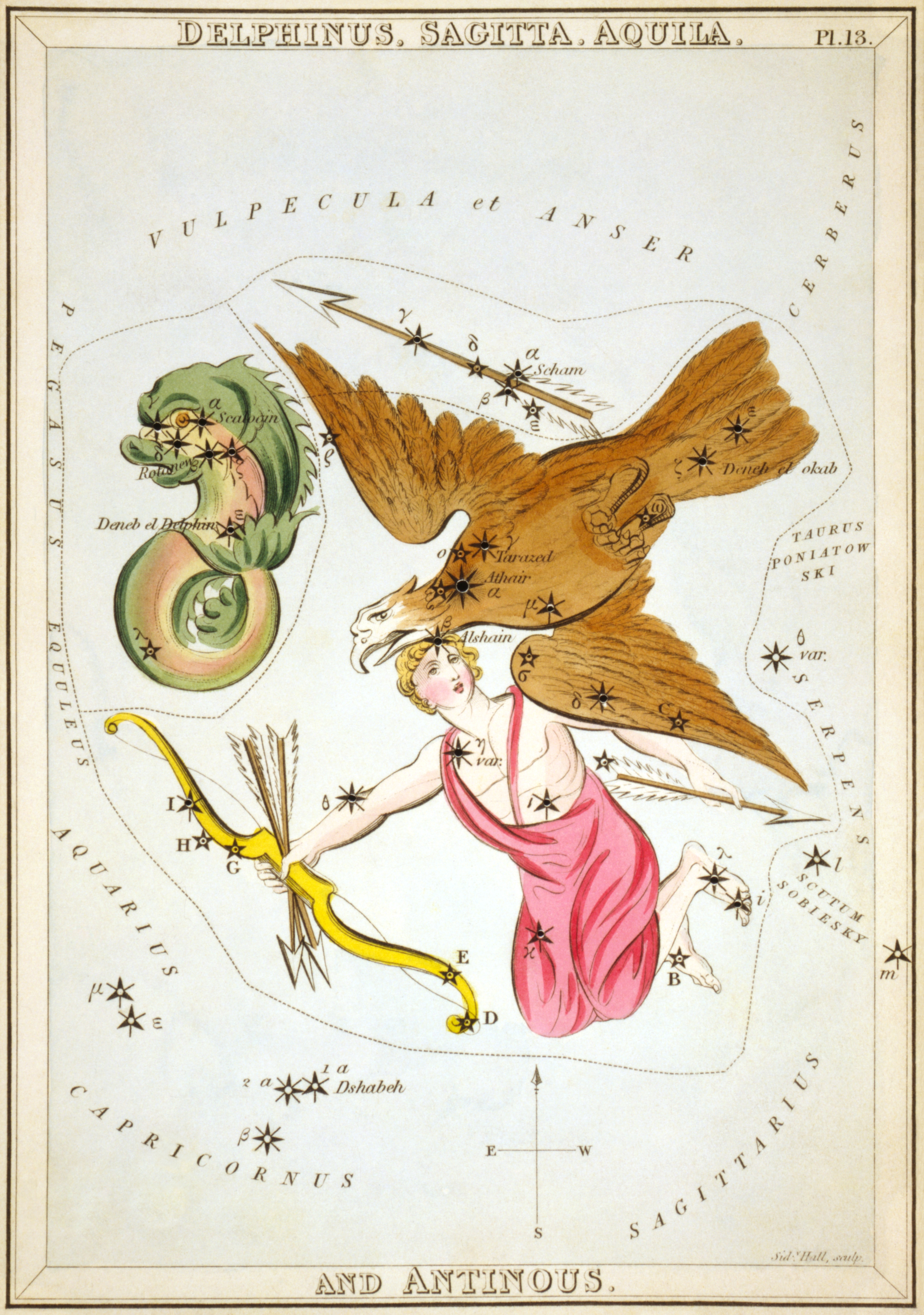
Зображення у «Дзеркалі Уранії» (1825)

Спочатку введення сузір'я Антіной приписували Тихо Браге, але серед сучасних знахідок є небесний глобус картографа Каспара Фопеля 1536 року, на якому вже зображений Антіной, так що Браге просто описував небо відповідно до тогочасних традицій і вирішив приділити Антіною окрему таблицю у своєму зоряному каталозі.
У наступні століття Антіноя вважали то астеризмом у межах Орла, то окремим сузір'ям, доки Міжнародний астрономічний союз не відкинув його під час затвердження списку 88 сучасних сузір'їв у 1922 році.
Робоча група МАС з назв зір у 2024 році на честь застарілого сузір'я схвалила назву Антіной для зорі Тета Орла.